# Bastei-Verlag

Logo des Bastei-Verlags

Der Bastei Verlag, eigentlich BASTEI Romanbereich, ist ein Imprint der Bastei Lübbe AG.

## Aktuelle Publikationen

### Romanhefte
In diesem Bereich ist der Verlag im Bereich der an männliche Leser gerichteten Serien inzwischen führend, da die Konkurrenzverlage ihr Programm zusammengestrichen haben. Einzig verbliebener Mitbewerber ist der Martin Kelter Verlag, dessen Zielgruppe jedoch in erster Linie Frauen sind.
Die Romanheftserien Maddrax, Sternenfaust und – das inzwischen eingestellte – Bad Earth sind der Versuch, ein Gegengewicht zu Perry Rhodan, der größten Science-Fiction-Serie aus der Verlagsunion Pabel-Moewig (VPM) zu schaffen. Bei den Krimi- und Gruselserien steht der Bastei Verlag unangefochten auf dem ersten Platz, da die Konkurrenz größtenteils eingestellt wurde. Einige der Romanserien (z. B. Dr. Stefan Frank, Der Bergdoktor, Hedwig Courths-Mahler u. a.) wurden auch als Vorlagen für Fernsehserien und -filme genutzt.

#### Krimi & Action
- Jerry Cotton

#### Western & Helden
- G. F. Unger
- H. C. Hollister
- Jack Slade
- Lassiter
- Western-Bestseller
- Wildwest-Roman
- Winchester

#### Grusel & Horror
- Castor Pollux
- Das Haus Zamis
- Dorian Hunter
- Geisterjäger John Sinclair
- Gespenster-Krimi
- Professor Zamorra

#### Science-Fiction & Mystery
- Maddrax

#### Adel & Liebe
- Familie mit Herz
- Fürsten-Roman
- Fürsten-Jubiläum
- Hedwig Courths-Mahler
- Im kleinen Nordsee-Hafen
- Lore-Roman
- Silvia-Schicksal
- Silvia-Gold

#### Ärzte & Schicksale
- Dr. Stefan Frank
- Notärztin Andrea Bergen
- Chefarzt Dr. Holl
- Der Notarzt
- Dr. Karsten Fabian

#### Heimat & Berge
- Alpengold
- Der Bergdoktor
- Das Berghotel
- Bergkristall
- Die schönsten Bergromane

### Zeitschriften
- Heimat Melodie
- Roman Revue

## Eingestellte Publikationen

### Romanhefte
- 2012 – Jahr der Apokalypse (Science-Fiction, 12 Bände, 2011 bis 2012)
- Die Abenteurer (Abenteuerserie wie Indiana Jones, 38 Bände, 1992 bis 1993)
- Alfred Hitchcock's Krimistunde (Krimi, 40 Taschenhefte, 1987 bis 1988)
- !Amerika! – Die unglaublichen Abenteuer des deutschen Auswanderers Jacob Adler in der Neuen Welt (Abenteuer, 22 Bände von J. G. Kastner, 1995 bis 1996, Neuauflage von 2018 bis 2019)
- Die Anwältin (Krimi, 30 Bände, 2002 bis 2003)
- Atlantis-Legenden (Fantasy, 6-teilige Miniserie als Taschenheft, Spin-Off zu Geisterjäger John Sinclair, 2025)
- Bad Earth (Science-Fiction, 45 Bände, 2003 bis 2004)
- Bastei Abenteuer-Roman (Abenteuer, 196 Bände, 1960 bis 1964)
- Bastei Kriminal-Roman (Krimi, 906 Bände, 1952 bis 1977)
- Bastei Western Doppelt (Western, 67 Bände, 1970 bis 1974)
- Bastei Wildwest-Roman (Western, 1859 Bände, 1957 bis 1997, Neuauflage seit 2022)
- Bastei Wildwest-Roman Sonderausgabe (Western, 1926 Bände, 1961 bis 1999)
- Captain Concho (Western, 75 Bände, 1983 bis 1985, Neuauflage von 2012 bis 2015)
- Chicago (Krimiserie, die im Chicago der 20er-Jahre spielte, 25 Bände, 2006)
- Cimarron (Western, 24 Bände, 1978 bis 1979)
- Cliff Corner (Krimi, 102 Bände, 1969 bis 1973)
- Colt 45 (Western, 100 Bände, 1989 bis 1991)
- Commander Scott (Science-Fiction-Serie, 42 Bände vom 25. Februar 1975 bis 26. Oktober 1976)
- Damona King – Die Bezwingerin der Finsternis (Horrorserie, insgesamt 129 Folgen als eigene Reihe und im Gespenster-Krimi)
- Dämonenjäger Mark Hellmann (Horrorserie, die vorwiegend in den Neuen Bundesländern spielte, 56 Bände)
- Dämonenland (Horrorreihe, größtenteils Nachdrucke, unter anderem von Wolfgang Hohlbein und Brian Lumley, 18 Romane waren neu, 176 Bände vom 10. Oktober 1989 bis 9. Juli 1996)
- Dark Land (Horror, Spin-Off zu Geisterjäger John Sinclair, 42 Bände, 2016 bis 2018)
- Dino-Land (Fantasy, von vornherein als Mini-Serie mit 15 Bänden geplant, 19. Oktober 1993 bis 3. Mai 1994)
- Fantasy (Fantasy, 28 Hefte vom 26. März 1985 bis 8. April 1986)
- Fort Aldamo (Western, 44 Bände, 1985 bis 1986, Neuauflage von 2015 bis 2018)
- Geheimnis-Roman (Horror, 316 Bände von 1979 bis 1985)
- GeisterStunde (Romantic-Thriller-Serie, Mitternachts-Roman-Zweitdrucke, 15 Bände, 2007)
- Geisterwestern (Westerngruselromane, 30 Bände von 1975 bis 1976)
- Gespenster-Krimi (erste Horrorserie im Bastei Verlag, aus ihr entstanden u. a. Geisterjäger John Sinclair, Tony Ballard und Der Hexer, 597 Bände, vom 13. Juli 1973 bis 1985, Neuauflage seit 2018)
- Grusel-Schocker (Horrorreihe, meistens Nachdrucke, 73 Bände, 1999 bis 2001)
- Der Hellseher (Mysteryserie der frühen 80er-Jahre, 26 Bände)
- Der Hexer (Horror, 49 Bände von Wolfgang Hohlbein, 1985 bis 1986)
- John Cameron (Krimi, 138 Bände, 1973 bis 1978)
- John Kirby (Western, 298 Bände, 1997 bis 2003)
- Die unheimlichen Abenteuer der Jessica Bannister (44 Bände als eigenständige Serie + 37 Bände als Subserie im Mitternachtsroman zwischen 1996 und 2000, Neuauflage von 2016 bis 2018)
- Kojak (Krimi, basierte auf der gleichnamigen Fernsehserie, 64 Bände, 1977 bis 1978)
- Kung Fu Western (Western, 47 Bände, 1975 bis 1977)
- Kurz-Krimis (Krimi, ein Band enthielt mehrere Kurzgeschichten, 25 Bände, 1986 bis 1987)
- Larry Kent (Krimi, 37 Bände, 1969 bis 1970)
- Mark Baxter (Krimi, 101 Bände, 1979 bis 1983)
- Mark Hellmann (Grusel, 56 Bände, 1998 bis 1999)
- Mexiko-Western (Western, 38 Bände, 1986 bis 1988)
- Mission Mars (Spin-off zu Maddrax. 12-teilige Miniserie von 2005, die in Band 150 der Hauptserie mündete.)
- Mitternachts-Roman (Romantic Thriller, 802 Bände von 1985 bis 2001)
- Olivia-Roman (Liebesgruselserie, 24 Bände, 1978 bis 1979)
- Peter Mattek (Krimi, 75 Bände, 1990 bis 1992, Neuauflage von 2000 bis 2001 als Der Bundesbulle)
- Phil Decker (Krimi, sechsteiliges Spin-Off zu Jerry Cotton von 2004)
- Rätselhafte Rebecca (Grusel, 21 Bände, 2003 bis 2004)
- Rauchende Colts (Western, erschien zur gleichnamigen Fernsehserie, 34 Bände, 1977 bis 1978)
- Raven (12 Bände, Nachdruck der 11 Hefte von Wolfgang Hohlbein aus der Reihe Gespenster-Krimi (hier 1981/84), zusätzlich neues 12. Heft von Frank Rehfeld, 2003)
- Redlight Ranch (Western, 56 Bände, 2001 bis 2002)
- Red River Jim (Western, 60 Bände, 1987 bis 1989)
- Rex Corda (Science-Fiction-Serie, 38 Bände, 7. November 1966 bis 28. August 1967)
- Ritter Roland (Mittelalter, 30 Bände, 1981 bis 1983)
- Robert Ullman (Western, 244 Bände, 1981 bis 1989)
- Rocky Steel (Western, 92 Bände, 1961 bis 1963)
- Santana (Western, Band 1 erschien am 29. Mai 1976, letzter Band 120 am 5. Januar 1981)
- Schattenreich (Horrorserie, 3 Romane in einem Band, 26 Bände, 2004 bis 2005)
- Skull-Ranch (Western, 200 Bände, von 1979 bis 1983, Neuauflage von 2019 bis 2025)
- Special Force One (Action, 24 Bände, 2004 bis 2005)
- Spuk-Roman (Grusel, 170 Bände von 1979 bis 1985)
- Sternenfaust (Science-Fiction, 199 Bände, 2004 bis 2012)
- Sundance (Western, 47 Bände, 1988 bis 1991)
- Die Terranauten (Science-Fiction-Serie, 30. Oktober 1979 bis 21. Dezember 1981, 99 Bände, sowie 18 Taschenbücher zwischen 1981 und 1987)
- Texas Marshal (Westernserie, 160 Bände, 2002 bis 2008)
- Texas Western (Western, 1273 Bände, 1973 bis 1999)
- Tom Prox (Western, 150 Bände, 2018 bis 2024)
- Tony Ballard (Horrorserie, 200 Bände von Friedrich Tenkrat zwischen 1982 und 1990)
- Torn – Wanderer der Zeit (Mix aus Fantasy, Horror und Science Fiction, 50 Bände von 2001 bis 2003)
- Trucker King (Action, 250 Bände, 1986 bis 1996)
- Die UFO-Akten (1996–97, Mystery, 25 Bände im Taschenheft, Neuauflage und Fortsetzung mit 50 weiteren Bänden als Romanheft von 2021 bis 2024)
- Die Vagabunden (Fantasy, 12-teilige Miniserie als Taschenheft, 2024 bis 2025)
- Vampira (Horrorserie, 50 Bände sowie 60 Bände als Taschenheft zwischen 1994 und 1999, Neuauflage von 2011 bis 2012)
- Vampire (Horrorserie, 20 Bände vom 16. Oktober 2001 bis 9. Juli 2002)
- Das Volk der Tiefe (Spin-off zu Maddrax. 12-teilige Mini-Serie zum Erscheinen des 200. Bandes der Hauptserie 2007)
- Western Express (Western, 88 Bände, 2003 bis 2005)
- Western-Legenden (Western, 100 Bände, 2005–2007)
- Wölfe (Mini-Horrorserie von Timothy Stahl, 6 Bände, 2004)

### Comics
Nach dem Tod von Gustav Lübbe 1995 wurden die meisten Comicserien des Bastei Verlages eingestellt. Gespenster Geschichten als letztes Bastei-Comicheft überlebte bis 2006. Anfang 2010 vernichtete Bastei im Zuge des Verlagsumzuges sein gesamtes Comicarchiv.
- Abenteuer in der Elfenwelt (1984–1992, 37 Alben; auch bekannt als Elfquest)
- Alan Dark (1983–1984, 6 Taschenbücher; auch bekannt als Martin Mystère)
- Alice im Wunderland (Comics zur Fernsehserie)
- Andy Morgan (1985, 3 Alben)
- Arsat
- Bastei Comic (1972–1975, 19 Alben mit verschiedenen Serien wie Attila, Sibylline und Dennis)
- Bastei Comic Edition (1990–1993, 58 Alben)
- Bastei Sonderband (1–13) / Berühmte Geschichten (14–39) / Abenteuer von Weltruf (40–44) (1970–1973, 44 Hefte)
- Benjamin Blümchen (1990–1996, Comics zur Hörspielserie)
- Bessy (1965–1985, 992 Hefte / 1969–1973, 80 Doppelbände)
- Bessy Taschenbuch (1973–1981, 34 Bände; 1982–1985, 19 Bände)
- Bibi Blocksberg (1992–1996, Comics zur Hörspielserie)
- Die Biene Maja (Comics zur Fernsehserie)
- Biggi
- Black Beauty (Comics zur Fernsehserie)
- Bonanza (1973–1977, 103 Hefte; Comics zur Fernsehserie)
- Bonbon – Das fröhliche Taschenheft von Bastei (1973–1977, 182 Hefte)[3]
- Bruno Brazil (1985, 3 Alben)
- Die blauen Boys (1981–1982, 17 Hefte; auch bekannt als Bud & Chester)
- Die blauen Panther (1980–1981, 22 Hefte)
- Buffalo Bill (1975–1984, 295 Hefte)
- Buffalo Bill (1982–1984, 15 Taschenbücher)
- Captain Future (Comics zur Fernsehserie)
- Casper (1991–1992, 6 Taschenbücher)
- Chick Bill (1983–1984, 20 Hefte)
- Conny
- Creepshow (1989, 1 Album; Comic zum Film)
- Dan Cooper (1981–1983, 33 Hefte)
- Dennis ist der Beste
- El Mercenario (ab 1982, 7 Alben)
- Die Eroberung der Welt (1981–1982, 17 Hefte)
- Felix (1958–1981, 1114 Hefte und 52 Sonderhefte z. B. Ferien, Ostern, Weihnachten)
- Felix Extra (1970–1973, 31 Hefte) / Felix Großband 32–66 (1973–1977, 35 Hefte)
- Galax – Prinz der Sterne (1984–1985, 4 Alben)
- Geister Geschichten (1980–1983, 89 Hefte)
- Der Geister Reiter (1991–1992, 15 Hefte; besser bekannt als Ghost Rider)
- Gespenster Geschichten (1974–2006, 1654 Hefte)
- Gespenster Geschichten präsentiert (1985–1990, 12 Alben)
- Gespenster Geschichten Spezial (ab 1987, 232 Hefte)
- Die Götter aus dem All (1978–1983, 8 Alben)
- Gulliver (1979–1981, 36 Hefte; Comics zur Fernsehserie)
- Hair (1979, 1 Heft; Fotocomic zum Film)
- Heidi (Comics zur Fernsehserie)
- Herbie Huppser (1981–1983, 11 Taschenbücher; besser bekannt als Die Minimenschen)
- Der Herr der Ringe (1979, Fotocomic zum Zeichentrickfilm)
- Jerry Spring (1972, 16 Hefte)
- John Tornado (1980–1981, 20 Hefte; auch bekannt als Garth)
- Jupiter
- Käpt’n Blaubärs Seemannsgarn (1993–1995; Comics zur Fernsehserie)
- Kalari (1982–1983, 11 Taschenbücher; frz. Kalar)
- Klasse (1972–1973, 58 Hefte, Nachfolgeserie von Wastl)
- Der kleine Vampir
- Kung Fu (1975–1981, 155 Hefte)
- Kung Fu (1982–1984, 4 Taschenbücher)
- Lasso (1966–1985, 647 Hefte und 17 Sonderhefte)
- Luc Orient (1983–1985, 13 Alben)
- Manos – Der Dämonenjäger
- Marco Polo (1975–1978, 95 Hefte)
- Mykros – Die Kämpfe der Titanen (1982–1983, 21 Hefte)
- Natascha (1984–1986, 9 Alben)
- Nils Holgersson (1981–1983, 56 Hefte; Comics zur Fernsehserie)
- Peter Pan und die Piraten (Basierend auf der US-Serie Peter Pan und die Piraten, 65 Folgen aus den Jahren 1990 und 1991)
- Phantom (1974–1983, 238 Hefte)
- Phantom (1976–1979, 15 Taschenbücher)
- Phantom (1980–1984, 25 Taschenbücher)
- Phantom Spezial (1980–1982, 49 Hefte)
- Pillhuhn
- Pinocchio (Comics zur Fernsehserie aus dem Jahr 1976)
- Police Academy (Auf Basis der Police Academy-Filme, 78 Folgen in den Jahren 1990 und 1991)
- Pony (1958–1960, 49 Hefte)
- Rauchende Colts (1977–1978, 32 Hefte; Comics zur Fernsehserie)
- Raumagent Alpha (1973–1974, 39 Hefte)
- Raumschiff Enterprise (1979–1980, 6 Hefte; Fotocomics zur Fernsehserie)
- Rex Danny (im Original: Buck Danny; 1973–1974, 30 Hefte; 1977 Neuauflage 30 Hefte)
- Rick (1983–1984, 9 Alben; frz. Ric Hochet, dt. auch Rick Master)
- Rick (1984–1985, 4 Taschenbücher)
- Robin Hood – Der Herr der Wälder mit Zusatzgeschichten Fanfan der Husar und Torka der Tiger (1973–1977, 97 Hefte)
- Robotech – Die Macross Sage (1989, 3 Taschenbücher; Comics zur Fernsehserie)
- Der rote Korsar (1970–1971, 15 Hefte)
- Roy Tiger (1968–1970, 74 Hefte, beginnend mit Nr. 6)
- Die Schlümpfe (1991–2001, 132 Hefte)
- Schwarzbart der Pirat (1980–1981, 22 Hefte)
- Schwarzer Wolf mit Zusatzgeschichte Teddy Ted – Der Mann aus Arizona (1975–1977, 68 Hefte)
- Silberpfeil (1970–1988 768 Hefte / 1981–1985, 19 Taschenbücher)
- Sindbad (Comics zur Fernsehserie)
- Sonic der Comic (Comics mit der Computerspielfigur)
- Spass – Die irre Comiczeitung (1983, 6 Hefte – regionale Testausgabe)
- Sport Billy (Comics zur Fernsehserie)
- Spuk Geschichten
- Tao Tao – Tiergeschichten aus aller Welt (Comics zur Fernsehserie)
- Tex Norton – Teufelsfahrer auf heißen Rädern (1980–1981, 22 Ausgaben)
- Topix (1976–1978, 29 Hefte mit verschiedenen Serien wie Yoko Tsuno, Rahan und Die Schiffbrüchigen der Zeit)
- Vanessa – Die Freundin der Geister (1982–90, 215 Ausgaben)
- Wastl (1968–1972, 173 Hefte / 1983–1984, 7 Taschenbücher)
- Welt-Bestseller (1977–1978, 48 Hefte)

Unter den Ausgaben finden sich auch Klassiker der amerikanischen (z. B. Das Phantom von Lee Falk) und franco-belgischen Comic-Kunst (z. B. Der Rote Korsar und Buck Danny vom belgischen Autorenduo Victor Hubinon und Jean-Michel Charlier). Einige Bearbeitungen und Übersetzungen durch den Bastei Verlag sind wegen zahlreicher inhaltlicher Fehler umstritten (Beispiele dafür im Artikel zu Buck Danny).

### Sonstiges
- Tony Tanner (Roman-Serie, die als reine Online-Publikation erschien, derzeit aber nicht zur Verfügung steht)
- Wunderland der schönsten Märchen / 24 Ausgaben (großformatige Hefte je mit Single – 1968, 14-täglich erschienen)
- Das Schönste für Kinder / 17 Ausgaben  (großformatige Hefte- 1970/71 erschien monatlich)
- Spielzeitung (Kinderzeitschrift mit Rätseln, Spieltipps, Kurzgeschichten, Wissensartikeln, Aufklebern, Bastelbögen – erschien monatlich, ca. ab 1978, Einstellungsjahr unbekannt)